# Мингату
Мингату (кит. трад. 明安圖, упр. 明安图, пиньинь Ming Antu; монг. Шарайн Мянгат, Minggatu; 1692, Внутренняя Монголия — 1763) — китайский математик и астроном монгольского происхождения при маньчжурском дворе. Входит в четвёрку самых заметных математиков империи Цин своего времени, первым в ряду трёх других — Дун Ючэн (1791—1823), Сян Минда (1789—1850) и Дай Сю (1805—1860).

## Биография
Он происходил из монгольского племени Шарайт из хошуна Урт-Цаган (ныне на территории аймака Шилин-Гол). Состоял в составе Белого знамени.
В 1713 году император Канси основал математическое училище. Преподавать там математику он попросил французских иезуитов. Туда в 28 лет и был зачислен Мингату.
Его перу принадлежат оригинальные работы в области распространения круговых функций в бесконечных рядах. Эти работы впервые были опубликованы около 50 лет после его смерти и стали в Китае предметом замечательных расширений в XIX веке (разложение в ряды тригонометрические и логарифмические, вычисленные алгебраически и индуктивно без помощи дифференциального и интегрального счисления).
За десятилетия своей службы в Императорской обсерватории, он участвовал в составлении и редактировании календаря и изучения армиллярной сферы. Его работа «Быстрый метод расчёта сегментов и оценки отношения длины окружности к её диаметру» (завершенная его сыном и студентами) была значительным вкладом в развитие математики в Китае.
Иезуитская школа оставила многие следы европейской математической науки в его математических работах, в том числе использование евклидова понятия непрерывной пропорции.
В 1742 году он принимал участие в пересмотре Сборника наблюдений и вычислительной астрономии, а в 1756 году принял участие в топографической съемке новых территорий на Западе, завоеванных при Цяньлуне (ныне Синьцзян).
В 1759 году, незадолго до своей смерти, он возглавил Бюро астрономии.
В районе Юцюань города Хух-хот, хранится, возможно, единственная монгольская астрономическая схема, изваянная в камне. Судя по её датировке, она могла принадлежать самому Мингату.

## Дань памяти
В честь Мингату назван астероид № 1999AT22.